# 鄭春菊
涂鄭春菊（英語：Maria Chen-Tu，1956年9月12日—），冠夫姓涂。生於臺灣，籍貫浙江青田，移民德國，長年旅居不萊梅，從事德國軍火進出口代理。曾涉入台灣拉法葉軍購案，其夫涂學明為德國律師，新聞媒體常稱她為涂夫人或涂太太。

## 生平
鄭春菊在台灣出生，10歲時隨父母移民德國，其父母在德國經營餐廳。其夫涂學明，畢業於台灣大學法律系，留學德國海德堡大學，畢業後取得德國律師執照，擔任呂岑軍火公司法律代表。呂岑軍火公司的風評在以前就不好，在中國抗日戰爭前他們交運鎮江海軍雷電學校魚雷快艇S艇12艘，因弊案在對日江防作戰失敗，造成校長歐陽格中將當了替死鬼被槍斃。
1992年，德國呂岑軍火公司，取得中華民國海軍獵雷艦零件訂單，由鄭春菊擔任在中華民國海軍代理人。在1992年至1993年間，鄭春菊至台灣，與中華民國海軍蹉商付款事宜，因此與尹清楓上校進行過數次商談。鄭春菊曾透過立委朱高正向海軍總司令莊銘耀舉報海軍內部有貪污事件，用以施壓中華民國海軍，表面上是解決獵雷艦訂單問題，實際上是為了拉法葉艦的德、瑞武器系統。
在尹清楓命案發生後，關係人郭璽向檢方供稱，鄭春菊曾以手上握有「尹清楓疑索賄錄音帶」及「女子照片」威脅尹清楓。實際上是郭璽跟尹在海總總值星官室聊天偷錄下10-12點的第一卷錄音帶（官方稱被消磁錄音帶），到尹辦公室盜取購案極機密資料，女子照片則為駐法大使老婆（省岡中同學）陪同中華民國海軍約20名軍官遊法國塞納河及巴黎鐵塔三張團體照相片。2001年，在中華民國國策顧問謝聰敏安排下，鄭春菊兩度返台，召開記者會，否認曾威脅尹清楓。她曾在檢察官郭文東安排下，與郭璽對質，但雙方說法完全不同。期間也到高雄市，參與朱高正的競選造勢。
2019年，鄭春菊將342幅藝術品，出借給中華人民共和國商人馬躍的漢堡貝爾藝術有限公司（Bell Art GmbH），至中國大陸多個城市進行展覽。其中，包括呂佩爾茲（Markus Lüpertz）、基弗（Anselm Kiefer）等德國著名藝術家的近250幅作品，在中國大陸下落不明，漢堡貝爾藝術有限公司則宣告破產。
鄭春菊因尹清楓的命案依殺人罪遭臺灣高等檢察署臺北地方檢察署調查至2020年，最終認為罪嫌不足與郭璽一起獲不起訴處分。